# Centrifugaalcompressor

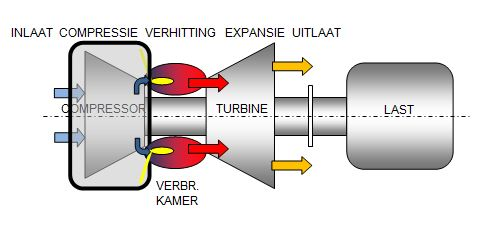
Gasturbine met centrifugaalcompressor

Een centrifugaalcompressor is een type compressor waarbij een gas in richtingen loodrecht op de lengterichting van de as (radiaal) gecomprimeerd wordt. De stroomrichting van het gas is vanaf de as gezien naar buiten en naar binnen, het gas wordt per trap twee keer van richting veranderd. De compressor wordt ook wel radiale compressor genoemd.

## Inleiding
De centrifugaalcompressor en de axiale compressor behoren tot de dynamische compressoren, hetgeen wil zeggen dat ze hun werking ontlenen aan de omzetting van snelheid in druk.
Een centrifugaalcompressor produceert continu een stroom van gecomprimeerd gas, zonder drukschommelingen. Voor het bereiken van een hoge drukverhouding zijn meerdere compressortrappen nodig. Voor een gegeven drukverhouding is het aantal trappen kleiner dan bij een axiale compressor, waardoor de centrifugaalcompressor wat eenvoudiger van bouw is. 
Centrifugaalcompressoren worden gebruikt in turboladers ("turbo's"), in kleine gasturbines, zoals de hulpturbine in een vliegtuig (Auxiliary power unit of APU), en in turboshaft vliegtuigmotoren. Verder in petrochemische bedrijven, en bij gaswinning en –transport, kortom overal waar gas gecomprimeerd en/of getransporteerd moet worden.

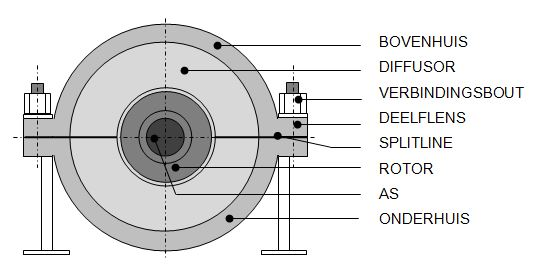
Compressor met deellijn (split line compressor)

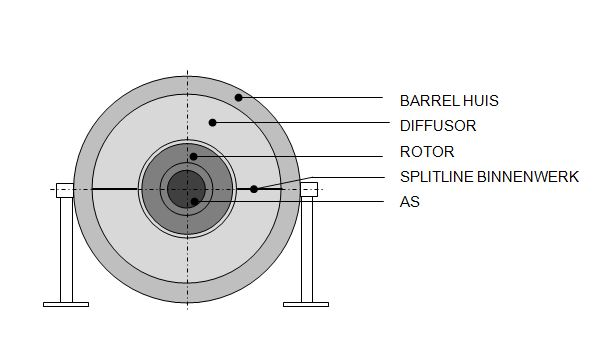
Barrel compressor

## Bouwwijze

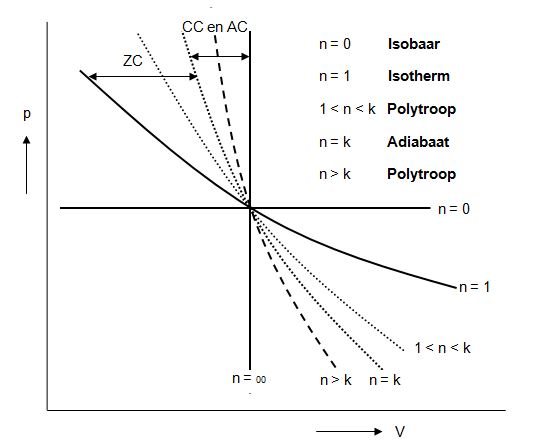
De werkgebieden van verschillende compressoren

Naar de manier waarop het compressorhuis is vervaardigd onderscheidt men twee typen centrifugaalcompressoren. Als het huis uit een bovenste helft en een onderste helft bestaat spreekt men van een "compressor met deellijn" (Engels: split line compressor). Het binnenwerk van het huis (diffusoren en omkeerbochten) is ook horizontaal gedeeld. De onderste helft van elk deel wordt in groeven in het onderhuis geplaatst, de bovenste helft plaatst men in groeven in het bovenhuis, waar de delen vast aan het huis bevestigd worden. Nadat de rotor in het onderhuis geplaatst is plaatst men het bovenhuis, compleet met het halve binnenwerk, op het onderhuis. De twee delen worden op elkaar bevestigd met een rij bouten in de deelflens. Bij deze constructie zijn goede afdichtingen tussen het bovenhuis en het onderhuis nodig, vaak door middel van rubber pezen.
Als het compressorhuis niet horizontaal gedeeld is wordt het binnenwerk eerst buiten de compressor gebouwd, op dezelfde wijze als bij een splitlinecompressor. Ook hier is het binnenwerk horizontaal gedeeld. Het gehele binnenwerk, met de rotor, wordt axiaal in het barrelhuis geschoven en afgedicht met een of twee deksels aan de einden. Het compressorhuis is dan een dicht vat (Engels: barrel) en een dergelijke compressor heet een barrel compressor. Dit ontwerp is vanwege zijn mechanische sterkte geschikt voor de hoogste werkdrukken. Het huis is van hoogwaardig gesmeed staal, met een wanddikte tot 400 mm. De afdichting van de deksels kan eenvoudig met een rubberen O-ring gebeuren. Bij sommige ontwerpen worden geen bouten gebruikt om de deksels vast te zetten, maar zorgt een constructie met een stalen ring in een groef voor het opnemen van de krachten op de deksels.

## Vergelijking van compressoren
De drie veel gebruikte compressoren, de zuigercompressor, de centrifugaalcompressor en de axiale compressor hebben elk hun eigen werkgebied. Bij de compressie van een gas geldt in het algemeen:
{\displaystyle p\cdot V^{n}=\mathrm {constant} }
Voor een toestandsverandering van 1 naar 2 wordt dit:
{\displaystyle p_{1}\cdot V_{1}^{n}=p_{2}\cdot V_{2}^{n}}
De waarden van n variëren van 0 tot ∞ (oneindig).
Voor n = 0 (p · V0 = c) is er geen sprake van compressie, de druk blijft gelijk, het is een isobaar proces. Dit is niet praktisch voor een compressor.
Voor n = 1 (p · V = c) is er sprake van een isotherm proces, dit kan als er intensieve koeling wordt toegepast tijdens het compressieproces.
Voor 1 < n < k en voor n > k (p · Vn = c) is er sprake van een polytroop proces, dat is een compressieproces met uitwisseling van warmte met de omgeving.
Voor n = k (p · Vk = c) is er sprake van een adiabatisch proces, dat is een compressieproces zonder uitwisseling van warmte met de omgeving.
Voor n = ∞ is er sprake van een compressieproces van een niet-samendrukbaar medium, een isochoor proces. Dit is niet praktisch voor een compressor.
Zuigercompressoren werken in het gebied tussen n = 1 en n = k. Door de koeling van de cilinders(s) wordt er warmte aan het compressieproces onttrokken. Bij intensieve koeling kan zelfs een isotherm proces bereikt worden.
Centrifugaalcompressoren en axiale compressoren werken in het gebied tussen n = k en n = ∞. Door de hoge gassnelheden in de compressor wordt er extra warmte aan het compressieproces toegevoerd. 

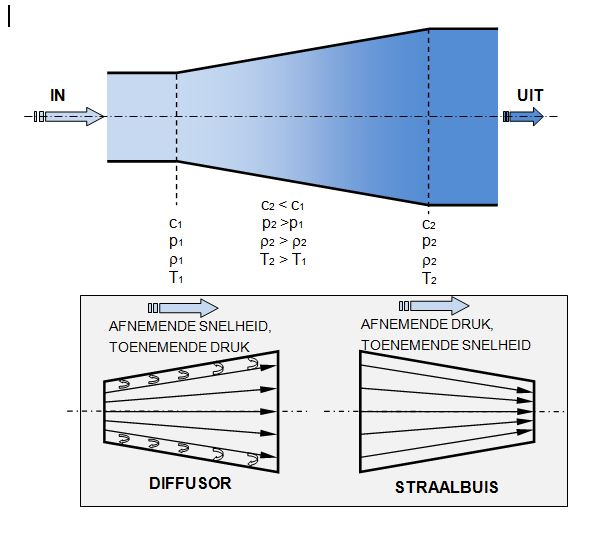
Diffusor en straalbuis

## Het diffusieproces
Het omzetten van snelheid in druk gebeurt in een diffusor, dat is een divergerend (= uitlopend) kanaal. Het principe van de diffusor berust op de wet van Bernoulli die stelt dat:
{\displaystyle p_{1}+{\tfrac {1}{2}}\rho _{1}c_{1}^{2}=p_{2}+{\tfrac {1}{2}}\rho _{2}c_{2}^{2}}
Hierin is:
p = absolute druk [Pa]
ρ = dichtheid medium [kg/m³]
c = absolute snelheid [m/s]
Eenvoudig gezegd komt deze wet erop neer dat de som van statische druk en snelheidsenergie aan beide kanten van de diffusor gelijk is.
In een diffusor neemt door de vergroting van de dwarsdoorsnede in de stroomrichting de absolute snelheid van het medium af. Er gaat dus kinetische energie verloren. Veronderstelt men even de dichtheid constant, dan moet volgens de wet van Bernoulli de druk (potentiële energie) toenemen, dus p2 > p1.
Een diffusor kan men vergelijken met een omgekeerde straalbuis, maar het proces blijkt bij nader onderzoek toch belangrijke verschillen te vertonen met dat van de straalbuis. Het belangrijkste verschil is de neiging van het stromende medium om als het ware "los te laten" van de diffusorwanden, waarbij wervelingen ontstaan die het rendement van het proces verminderen. Men moet daarbij bedenken dat het drukverschil p2 − p1 bij een diffusor de neiging heeft om de stroming tegen te gaan, terwijl dit drukverschil bij een straalbuis juist de stroming bevordert.

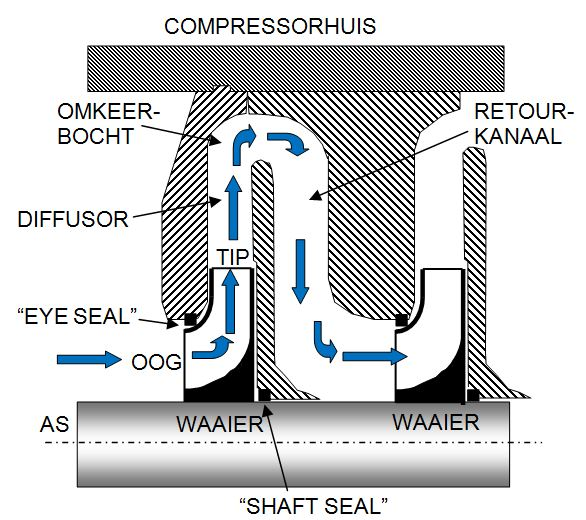
Benamingen van onderdelen compressortrap

## De compressortrap
De centrifugaalcompressor bestaat uit een roterend gedeelte, de rotor, en een stilstaand gedeelte, het compressorhuis met daarin het binnenwerk (het stationaire gedeelte of stator). De rotor bestaat uit een as, met daarop een of meer waaiers, ook wel impeller of wiel genoemd. Op de waaier bevinden zich radiale schoepen met een scherp profiel. Als een meertraps centrifugaalcompressor vijf trappen heeft, dan zijn er vijf wielen met schoepen en vijf statordelen. De statordelen vormen een diffusor na elke waaier. Simpel gezegd dient de waaier om het gas snelheid te geven en de diffusor in het huis zet de snelheid gedeeltelijk om in druk. In werkelijkheid zal een deel van de drukopbouw ook in de waaier kunnen plaatsvinden.
De kinetische energie van het gas wordt omgezet in drukenergie. Tevens stijgt de luchttemperatuur in dit compressieproces (er is geen koeling). Zo wordt het gas terwijl het door de compressor stroomt in elke trap in druk verhoogd, met een drukverhouding van 1,5 tot 3 per trap. Een compressor met vier trappen en een drukverhouding per trap van 1,5 levert een totale drukverhouding van 1,54 = 5.
Sommige centrifugaalcompressoren hebben vóór de eerste trap een krans al of niet verstelbare inlaatleidschoepen, die het gas in axiale zin geleiden zodat het onder de juiste aanstroomhoek naar de eerste waaier stroomt.
Een compressortrap bevat een waaier met draaiende schoepen, die het gas meenemen en het een hoge snelheid geven. Afhankelijk van de vorm van de waaier kan daarbij de druk gelijk blijven, of hij kan iets toenemen. De meeste drukopbouw vindt echter plaats in de diffusor.

## Inwendige afdichtingen
Het door de compressor gecomprimeerde gas mag niet terugstromen om de waaier heen. Als dat wel gebeurt wordt een deel van de compressiearbeid omgezet in verlieswarmte. Er zijn daarom twee afdichtingen ("seals"): rond het oog van de waaier ("eye seal") en rond de as aan de achterkant van de waaier ("shaft seal"). Als er drukopbouw is in de waaier moet het eye seal terugstroming van de waaiertip naar het waaieroog voorkomen. Is er geen drukopbouw in de waaier, dan kan dit seal vervallen. Het shaft seal voorkomt terugstroming van de inlaat van de volgende trap naar de waaiertip. Over dit seal zal altijd drukverschil staan en het is daarom altijd aanwezig.
Ook de aandrijfas van de compressor moet een afdichting hebben tegen gaslekkage naar buiten. Hiervoor zijn allerlei vormen van "seals" in gebruik. Er zijn "natte" seals die werken met een oliefilm, en "droge" seals met roterende afdichtringen met een nauwe speling. Vooral bij het comprimeren van toxische gassen is de asafdichting van groot belang.

## Meertraps compressor
Bij een meertraps compressor moet het gas na het verlaten van de diffusor geleid worden naar het oog van de waaier van de volgende trap. Daartoe heeft men en het compressorhuis een omkeerkanaal en een retourkanaal gebouwd. In het omkeerkanaal verandert het gas 180° van richting en in het retourkanaal stroomt het gas naar de volgende trap. Er wordt voor gezorgd dat het omkeerkanaal en het retourkanaal veel wijder zijn dan de diffusor, teneinde drukverlies door straalbuiswerking te voorkomen.
De waaier wordt op een as gemonteerd, samen met de andere waaiers bij een meertraps compressor. Ter plaatse van het oog komt een afdichtingsring die terugstroming van het gas van de waaiertip naar het oog voorkomt, en aan de achterkant van de waaier komt een afdichting die terugstroming van het gas vanaf de volgende trap voorkomt. Deze afdichtingen heten in het Engels “eye seal” en “shaft seal”.

## De compressoruitlaat
Na het passeren van de laatste trap stroomt het gas naar de persleiding. Eerst moet echter het gas over de volle omtrek van de compressor verzameld worden, om vervolgens naar de persleiding te kunnen stromen. Het verzamelen van het gas gebeurt in een slakkenhuis (Engels: collector), een huis met een vorm die op elke plaats het gas uit de laatste diffusor verzamelt en naar de persleiding brengt. De collector is soms zichtbaar aan de buitenkant van het huis, soms bevindt hij zich in het huis.

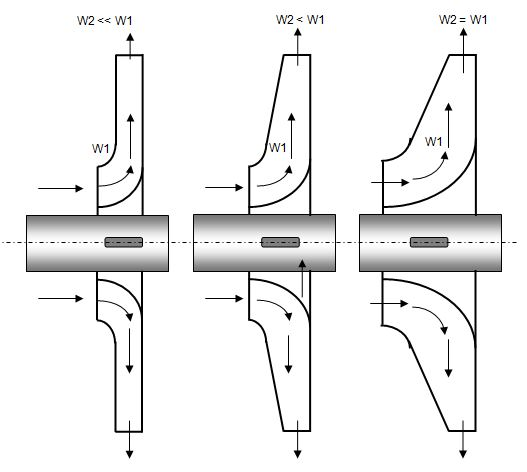
Vorm van de waaier

## Vorm van de waaier
De waaier bestaat uit een naaf, tevens de achterwand van de waaier, waarop radiale schoepen gelast zijn. Bij sommige uitvoeringen zijn de naaf en de schoepen uit één blok staal gefreesd. De schoepen kunnen worden afgedekt met een deksel, in dat geval spreekt men van een gesloten waaier. Als er geen deksel is noemt men de waaier open. De waaier kan gebouwd worden met de achterwand en het deksel parallel, of met een zekere tapsheid. Dit heeft invloed op de drukopbouw in de waaier. De figuur toont drie waaiervormen:
1. Naaf en deksel met parallelle wanden. Dit geeft een aanzienlijke drukopbouw in de waaier, omdat het kanaal tussen de schoepen sterk divergerend is.
2. Met een schuin deksel. Hier is de drukopbouw in de waaier minder, omdat het kanaal tussen de schoepen minder sterk divergerend is.
3. Met een zeer schuin deksel. Indien het oppervlak van de dwarsdoorsnede van het kanaal tussen de schoepen bij het oog gelijk is aan dat van de tip is er geen drukopbopuw in de waaier, omdat het kanaal tussen de schoepen niet divergerend is. Men kan in het ontwerp van de compressor hiervoor kiezen omdat de afdichting van het oog van de waaier dan geen rol meer speelt (gelijke druk over deze afdichting).

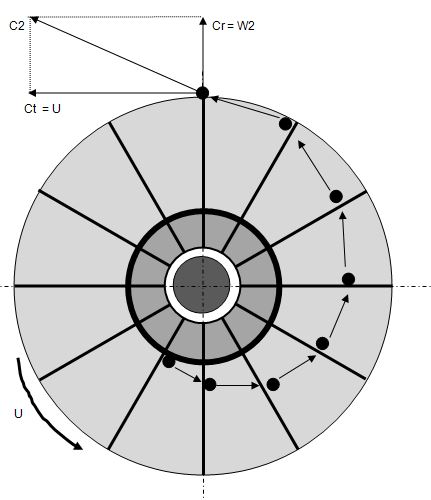
Werking van een waaier

## Werking van de waaier
Het gas stroomt in axiale zin de waaier binnen. De openingen tussen de schoepen bij de intrede van het gas wordt het oog genoemd. Het gas wordt door de schoepen meegevoerd, omgebogen naar een radiale beweging met snelheid W1, en krijgt een draaiende beweging. Aangezien er geen krachten op het gas werken die het in een cirkelbaan kunnen houden (geen centripetale kracht) heeft het gas de neiging om rechtuit te stromen. Aan de figuur is te zien dat het gas zo van het oog van de waaier, langs de schoepen, naar de buitenkant (de tip) van de waaier stroomt. Populair wordt vaak gezegd dat het gas “naar buiten geslingerd” wordt, maar dat is niet juist. Het is juist het ontbreken van de centripetale kracht die het gas naar buiten doet stromen. 
Het gas verlaat de waaier bij de tip, met een snelheid w2. Door de vorm van het kanaal tussen de schoepen (meer of minder divergerend) zal de snelheid van het oog naar de tip afnemen, terwijl er druk wordt opgebouwd. De mate van drukopbouw in de waaier is in het ontwerp te kiezen.
Bij de waaiertip heeft het gas de relatieve snelheid ten opzichte van de schoepen w2, en de omtreksnelheid van de wieltip u. Samengesteld geeft dit de uittredesnelheid c2, waarmee het gas naar de diffusor stroomt.

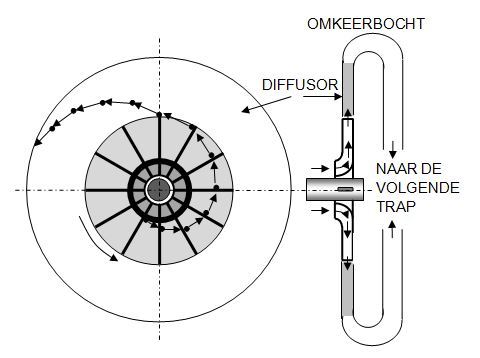
Werking van de diffusor

## Werking van de diffusor
Als het gas met hoge snelheid de waaier verlaat, stroomt het in de diffusor. Dit is een kanaal met parallelle wanden, meestal zonder schoepen. Hoewel dit in een langsdoorsnede niet te zien is, heeft het kanaal een divergerende vorm en is het dus een diffusor. Dat is beter te zien als men een sector uit de diffusor neemt ("taartpunt"), dan is duidelijk te zien dat het oppervlak van de doorsnede toeneemt in de stroomrichting. Men noemt een dergelijke diffusor een “diffusor met parallelle wanden”.

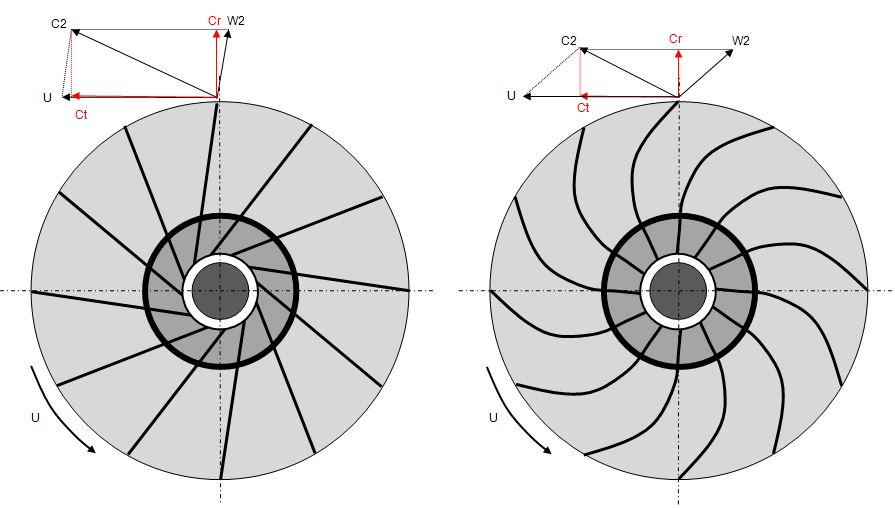
Helling van de waaierschoepen

## Vorm van de schoepen
De eenvoudigste uitvoering is een waaier met radiale schoepen. Het is echter ook mogelijk om de schoepen achterover te laten hellen. De helling van de schoepen heeft invloed op de drukopbouw die de compressor kan leveren. In de compressorkarakteristiek die hierna getoond wordt staan de werkpunten voor elk toerental op lijnen die een zekere helling hebben in het diagram. Als de compressor radiale schoepen heeft lopen die lijnen vrijwel vlak, en bij hellende schoepen gaan de lijnen hellen. Hoe groter de schoephelling (Engels: backward sweep), hoe minder druk de compressor kan opbouwen en hoe meer de prestatiecurve gaat hellen. Toch kiest men vaak voor schoepen met een zekere helling, omdat de regelbaarheid van de compressor in het proces daarmee beter wordt. Een compressor met een vlakke curve is in een proces met constante druk, zoals een koelproces, moeilijk te regelen. 

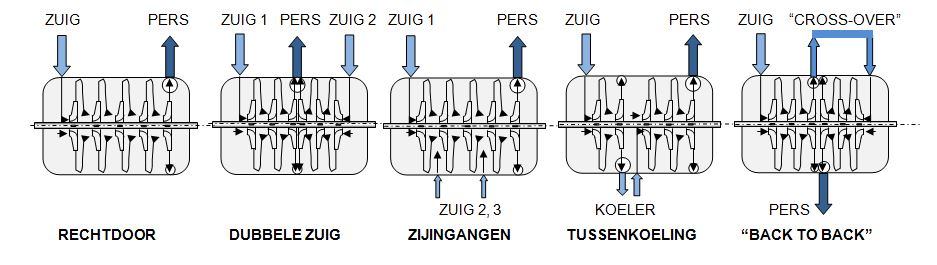
Enkele arrangementen van de compressortrappen

## Volgorde van de compressortrappen
De compressortrappen (waaiers plus diffusors) kunnen in verschillende configuraties in het compressorhuis gebouwd worden. De figuur laat een aantal mogelijkheden zien:
- Rechtdoor. Alle trappen zijn in dezelfde richting geplaatst. Nadeel: op de compressorrotor wordt een aanzienlijke axiale kracht uitgeoefend, die door een druklager opgenomen moet worden.
- Met dubbele zuigaansluiting en de trappen symmetrisch in tegengestelde richting geplaatst. Op de rotor werkt weinig of geen axiale kracht.
- Met zijingangen. Deze configuratie wordt gebruikt in processen die met verschillende drukniveaus werken, zoals koel- en vriesprocessen. Een zijingang heet een "side load", een zij-uitgang heet "side bleed".
- Met tussenkoeling halverwege de compressor. Tussenkoeling maakt het compressieproces efficiënter, het nadert meer het isotherme proces.
- "Back-to-back" arrangement. Hier staan groepen waaiers ruggelings tegen elkaar, zodanig dat de axiale kracht op de rotor minimaal wordt. Een "cross-over" leiding voert het gas van de eerste naar de tweede sectie.

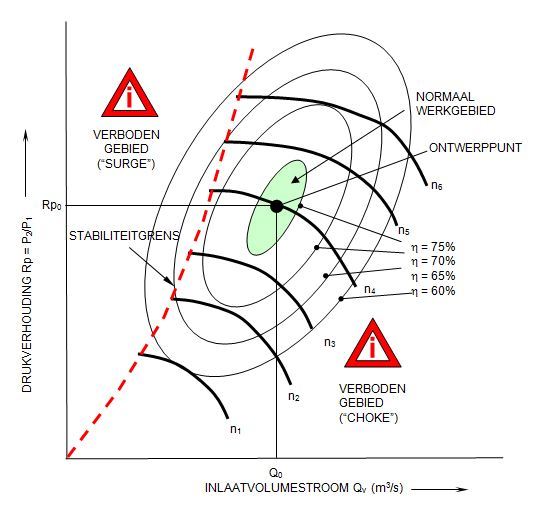
Karakteristiek van een centrifugaalcompressor

## Compressorkarakteristieken
De meest gebruikte compressorkarakteristiek is de curve voor de drukverhouding als functie van de inlaatvolumestroom. De figuur toont zes curves, die gelden voor zes verschillende toerentallen n1 t/m n6. Duidelijk blijkt uit deze curves dat bij toenemend toerental de karakteristiek hoger komt te liggen. Vergelijkt men voor een bepaalde compressor de werking bij verschillende toerentallen, dan blijkt dat globaal de zogenaamde "ventilatorwetten" gevolgd worden. Deze luiden:
1. De inlaatvolumestroom is evenredig met het toerental: Qv ~ n
2. De drukverhouding is evenredig met het toerental in het kwadraat: Rptot ~ n²
3. Het opgenomen vermogen is evenredig met het toerental tot de derde macht: Pc ~ n³

Deze wetten kunnen gebruikt worden als men vanaf een bepaald bedrijfspunt globaal wil voorspellen wat de compressor zal gaan doen op een toerental dat 10% hoger of lager ligt dan dat op dat bedrijfspunt. Voor grotere veranderingen zijn deze wetten te globaal.

## Verboden werkgebieden

### Stall en Surge
Alle compressorkarakteristieken eindigen bij de stippellijn in de karakteristiek. Dit is de stabiliteitsgrens en de compressor kan niet werken in het gebied links van deze stippellijn. Zou door een stagnatie in de persleiding de uitstroming van het gas gehinderd worden, dan stijgt de drukverhouding en neemt de volumestroom af, tot de stabiliteitsgrens bereikt wordt. Op dat punt stopt de stroming en stopt ook de drukopbouw in de compressor (er is immers geen snelheid meer). Men noemt dit wel "stall", het stagneren van de stroming. Het gas zal onmiddellijk met kracht terugstromen in de compressor, waardoor de persdruk daalt en de compressor terugkomt in zijn normale werkgebied. De gasstroom zal in de juiste richting hersteld worden, waarna de terugstroming herhaald wordt. Het hier beschreven verschijnsel van heen en weer stromende lucht wordt "pompen", "pulseren" of "surgen" van de compressor genoemd. Het kan met zulke grote krachten gepaard gaan dat het inwendige van de compressor vernield wordt (schoepen kunnen afbreken, druklagers worden overbelast, heftige machinetrillingen etc.). Vooral bij compressoren die een lange persleiding hebben, met daarin drukvaten met een zeker volume, kan de surge zoveel energie bevatten dat het inwendige van de compressor vernield wordt. Men monteert daarom altijd een terugslagklep in de persleiding, zo dicht mogelijk bij de compressor.

### Choke
Er is in de compressorkarakteristiek nòg een gebied te vinden waar de compressor niet mag werken, namelijk op die plaats waar de maximum flow bij de minimum drukverhouding optreedt. De lucht wordt dan niet gecomprimeerd, waardoor de volumestroom in de hogere trappen, waar de doortochten nauw zijn, te groot wordt. Er treden dan zodanig hoge gassnelheden op (in de buurt van de geluidssnelheid) dat door schokgolven in de gasstroom de compressor deze grote gasstroom niet meer aankan. De doortocht zal belemmerd worden, hetgeen meestal “choke” of "stonewall" genoemd wordt ("verstoppen" van de compressor).

## Compressor-regelsysteem
Om de beide verboden gebieden (surge en choke) te vermijden moet het systeem waaraan de compressor zijn gas levert (het proces) zodanig zijn ontworpen dat de compressor altijd in zijn stabiele gebied werkt. Vooral bij laag toerental (starten en stoppen van de compressor) bestaat het gevaar van surge. Een automatisch regelsysteem, de anti-surge regeling, zorgt voor de minimaal benodigde gasstroom bij elk toerental. De volgende methoden zijn in gebruik, die alle zorgen dat er voldoende gassnelheid in de compressortrappen blijft:
1. Afblazen van een deel van het gas bij de compressorpers via afblaaskleppen. Dit kan alleen als het gas niet toxisch is en goedkoop (voorbeeld: lucht).
2. Recirculeren van het gas zo lang de compressor nog niet op toeren is en onvoldoende persdruk kan leveren. In de recirculatieleiding moet meestal een koeler worden opgenomen om de compressiewarmte uit het gas te halen.
3. Inspuiten van vloeibaar gas in de compressorzuig (Engels: quenching), waarmee het gas afgekoeld wordt en een grotere dichtheid krijgt. Met het koudere (zwaardere) gas kan de compressor meer druk opbouwen.
4. Een combinatie van de drie genoemde methoden

Dit “anti-surge” regelsysteem is een noodzakelijk onderdeel van de compressorinstallatie. 

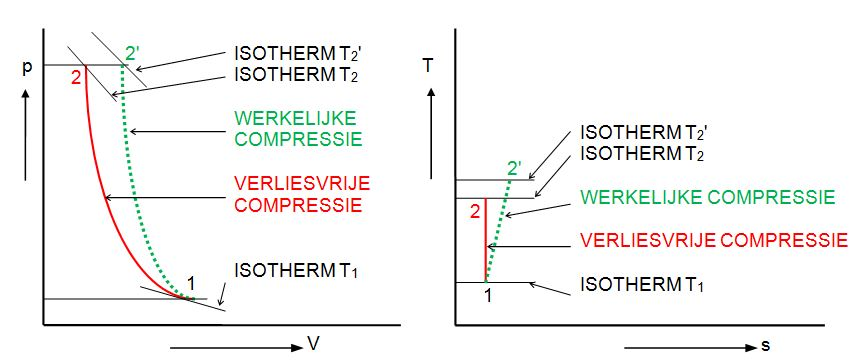
p-V en T-s diagram van het compressieproces

## Nadere beschouwing van het compressieproces
Het comprimeren van het gas in de compressor gaat snel. Men kan stellen dat elke kilogram gas die door de compressor wordt aangezogen in enkele tienden van seconden wordt samengeperst tot de compressorpersdruk. Door deze hoge snelheid van comprimeren kan het gas vrijwel geen warmte aan de omgeving afstaan. Men noemt zo'n compressie waarbij geen warmte uit de omgeving aan het medium wordt toe- of afgevoerd een adiabatische compressie. In een druk-volume (p-V) en in een temperatuur-entropie (T-s) diagram kan deze compressie worden weergegeven door de lijn van 1 naar 2, een adiabaat. Als het comprimeren verliesvrij gebeurt, wordt het proces isentroop genoemd (constante entropie). In de praktijk werkt een compressor niet zonder verliezen.
Tijdens het comprimeren stijgt uiteraard de druk van het gas, maar ook de temperatuur loopt op. In het p-V diagram is dit weer te geven door het tekenen van lijnen voor constante temperatuur, isothermen. In de figuur is dat gedaan voor de compressorzuigtemperatuur T1, en voor de compressorperstemperatuur T2.
Voor het comprimeren van elke kg gas is arbeid nodig, die door de aandrijfmotor geleverd wordt. De theoretisch benodigde hoeveelheid arbeid in kJ/kg wordt gegeven door de formule:
{\displaystyle W_{c}=Cp_{c}\cdot \left(T_{2}-T_{1}\right)} [kJ/kg]
Hierin is:
cpc = specifieke warmtecapaciteit bij constante druk van het gas voor de gemiddelde temperatuur tussen T1 en T2 [kJ/K/kg]
T2 = compressor perstemperatuur na verliesvrij adiabatische compressie [K of °C]
T1 = compressor zuigtemperatuur [K of °C]
In werkelijkheid moet er nog meer arbeid per kg gas aan de compressor worden toegevoerd, omdat de compressor bepaalde verliezen heeft. Dit wordt uitgedrukt in het compressorrendement ηc, dat gewoonlijk rond de 0,75 of 75% ligt. De werkelijke compressie vindt plaats langs een lijn, die in het p-V diagram en in het T-s rechts van de verliesvrije adiabaat ligt, de stippellijn in de figuur. Voor dezelfde drukverhouding wordt de perstemperatuur na de werkelijke compressie T2' hoger dan die volgens de verliesvrije adiabatische compressie.
De werkelijke compressorarbeid wordt per kg gas:
{\displaystyle W_{c'}=cp_{c}\cdot \left(T_{2'}-T_{1}\right)} [kJ/kg]
Hierin is:
cpc = specifieke warmtecapaciteit bij constante druk van gas voor de gemiddelde temperatuur tussen T1 en T2' [kJ/K/kg]
T2' = gemeten compressor perstemperatuur na werkelijke compressie [K of °C]
T1 = compressor zuigtemperatuur [K of °C]

## Het compressorrendement
Het rendement van de compressor kan niet eenvoudig worden afgelezen op een meter. Het wordt berekend als de verhouding tussen de temperatuurstijging bij verliesvrij adiabatische compressie (T2 − T1) en de werkelijk optredende temperatuurstijging (T2' − T1). Tevens geeft dit de verhouding tussen de theoretisch benodigde compressorarbeid Wc en de werkelijk benodigde compressorarbeid Wc'.
{\displaystyle \eta _{c}={\frac {T_{2}-T_{1}}{T_{2'}-T_{1}}}\cdot 100\ [\%]}. Hieruit volgt:
{\displaystyle \eta _{c}={\frac {W_{c}}{W_{c'}}}\cdot 100\ [\%]}
Voor de berekening van het rendement hebben we de theoretische compressorperstemperatuur T2 nodig. Die moet berekend worden met behulp van de gaswetten die gelden voor compressie. Voor een adiabatische compressie geldt:
{\displaystyle p\cdot V^{k}=\mathrm {constant} }, anders geschreven: {\displaystyle p_{1}\cdot V_{1}^{k}\ =\ p_{2}\cdot V_{2}^{k}} (Wet van Poisson)
en:
{\displaystyle {\frac {p\cdot V}{T}}=\mathrm {constant} }, anders geschreven:{\displaystyle {\frac {p_{1}\cdot V_{1}}{T_{1}}}\ =\ {\frac {p_{2}\cdot V_{2}}{T_{2}}}} (algemene gaswet)
Hierin is:
k of κ (kappa) of gamma = adiabatische exponent, [dimensieloos]. Deze is afhankelijk van het soort gas dat gecomprimeerd wordt, en van de gemiddelde druk in het compressieproces. De k-waarde is te vinden in handboeken voor industriële gassen.
p1 = Absolute zuigdruk van de compressor [Pa]
p2 = Absolute persdruk van de compressor [Pa]
V1 = aangezogen volume van het gas [m³/s]
V2 = persvolume van het gas na compressie [m³/s]
T1 = compressor zuigtemperatuur [K] (hier moet de absolute temperatuur worden gebruikt, vanwege de verhouding in de formule.
T2 = compressor perstemperatuur na verliesvrije adiabatische compressie [K]
Een combinatie van de twee genoemde wetten levert de formule op waaruit T2 berekend kan worden:
{\displaystyle {\frac {T_{2}}{T_{1}}}=\left({\frac {p_{2}}{p_{1}}}\right)^{\frac {k-1}{k}}}, anders geschreven: {\displaystyle T_{2}=T_{1}\cdot \left({\frac {p_{2}}{p_{1}}}\right)^{\frac {k-1}{k}}\ [K]}
Samengevat: Men kan het compressorrendement in de praktijk als volgt bepalen:
1. Bepaal de k-waarde voor de gemiddelde compressietemperatuur;
2. Bereken T2  (de theoretische eindcompressietemperatuur);
3. Bereken het rendement ηc.

Referenties:
Charles E. Otis, M. Ed., Aircraft gas turbine powerplants (1989). IAP Inc Training manual. ISBN 0-89100-255-3.
N.V. Nederlandse Gasunie, Physical Properties of Natural Gases (1988).

## Zie ook

Centrifugaalcompressor
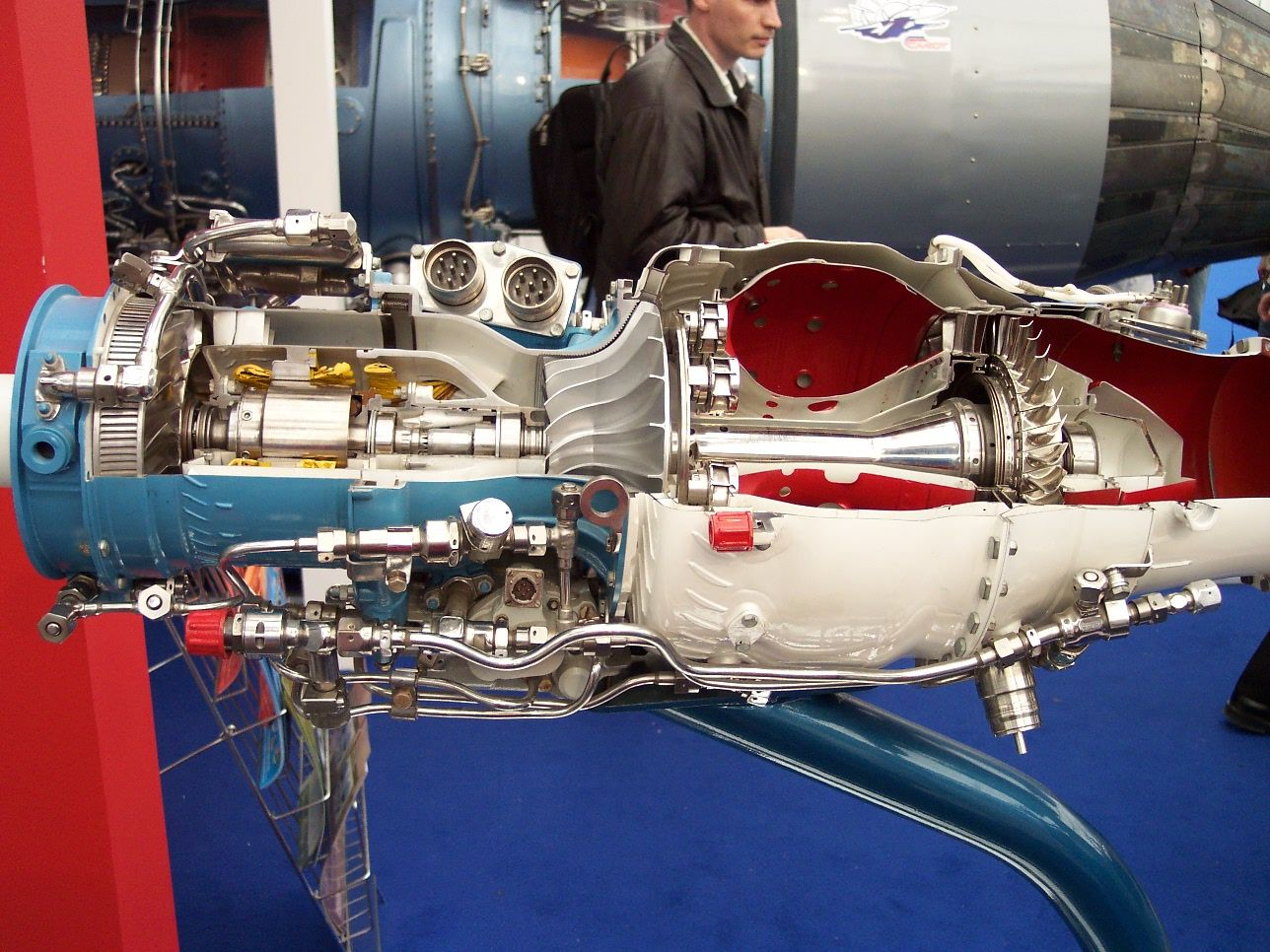
Vliegtuigmotor, doorsnede met zichtbare centrifugaalcompressor
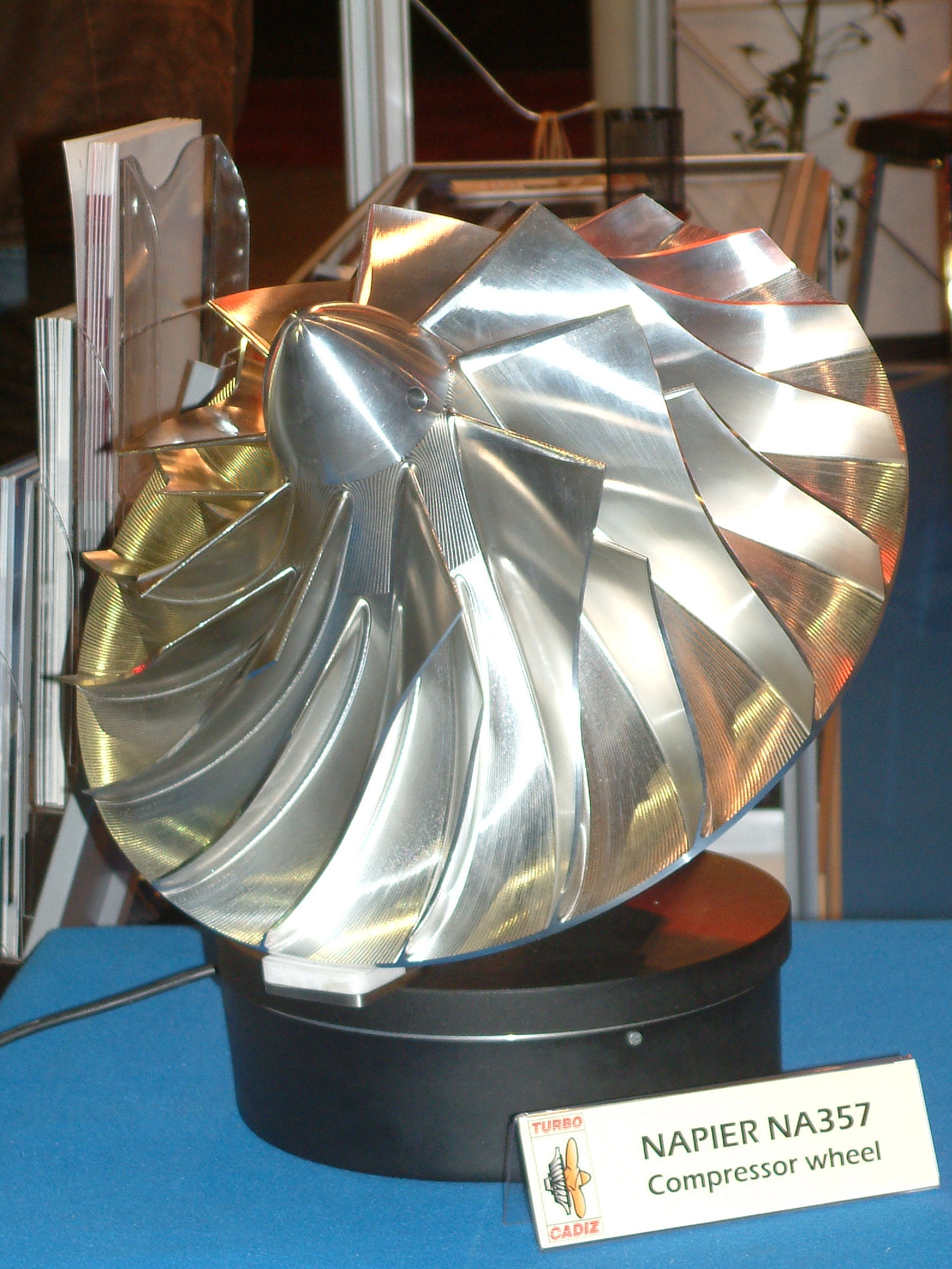
Open waaier, gepolijst voor maximaal rendement
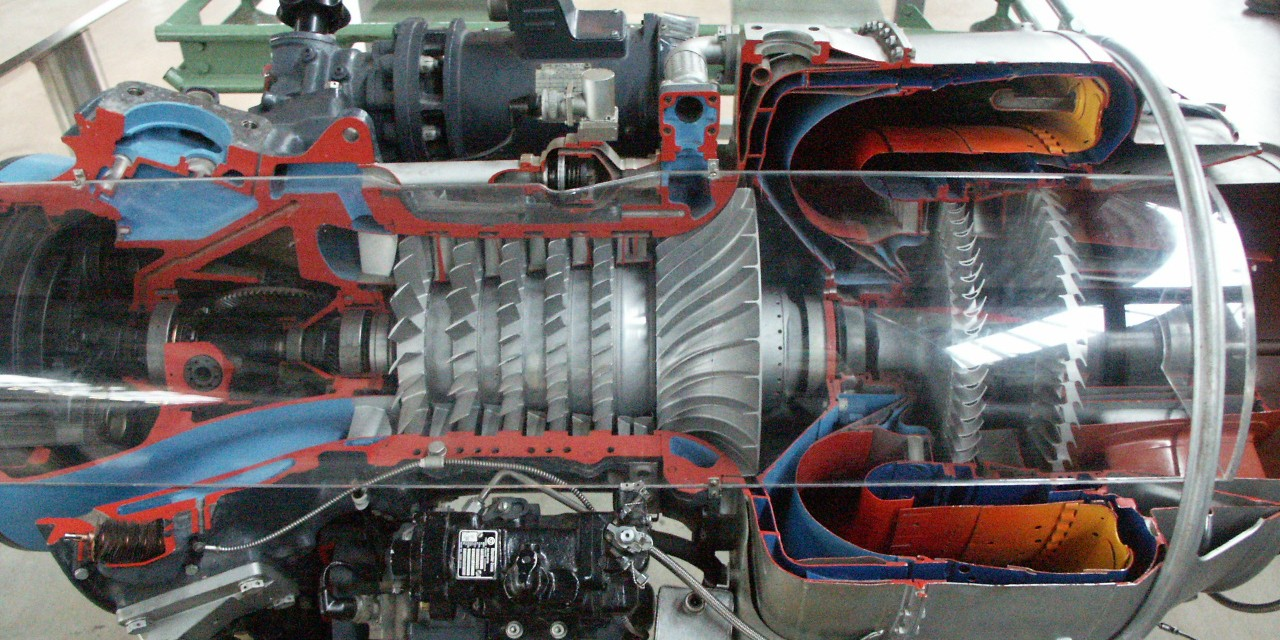
Doorsnede van een gasturbine met deels axiale, deels centrifugale compressor
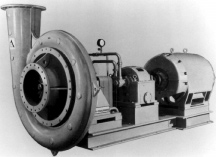
Eenvoudige centrifugaalcompressor met zichtbaar slakkenhuis
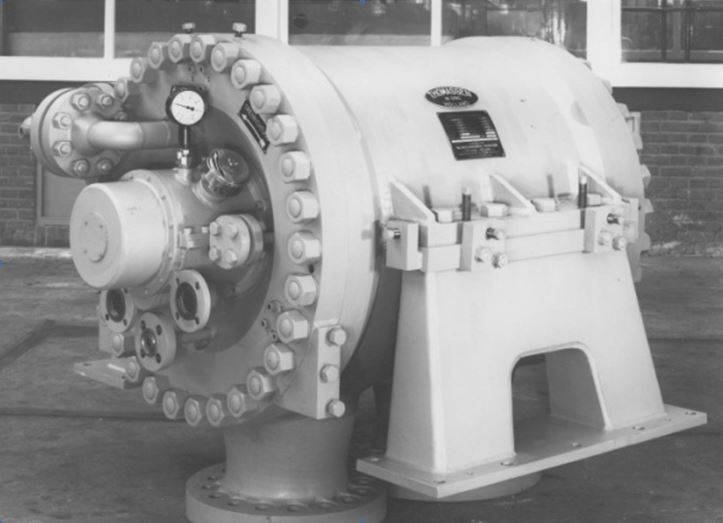
Barrel type centrifugaalcompressor (inwendig slakkenhuis)(Thomassen-Elliott)
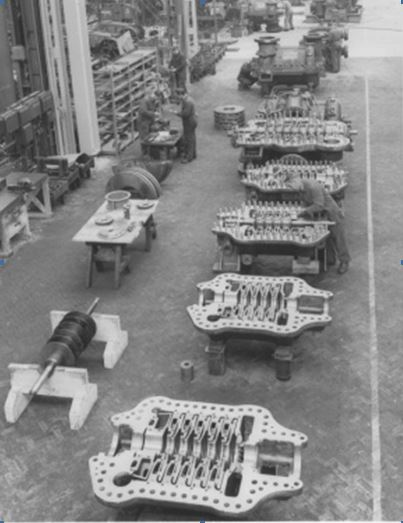
Splitline centrifugaal-compressoren in aanbouw (Thomassen-Elliott)